# Kilimanjaro Safaris

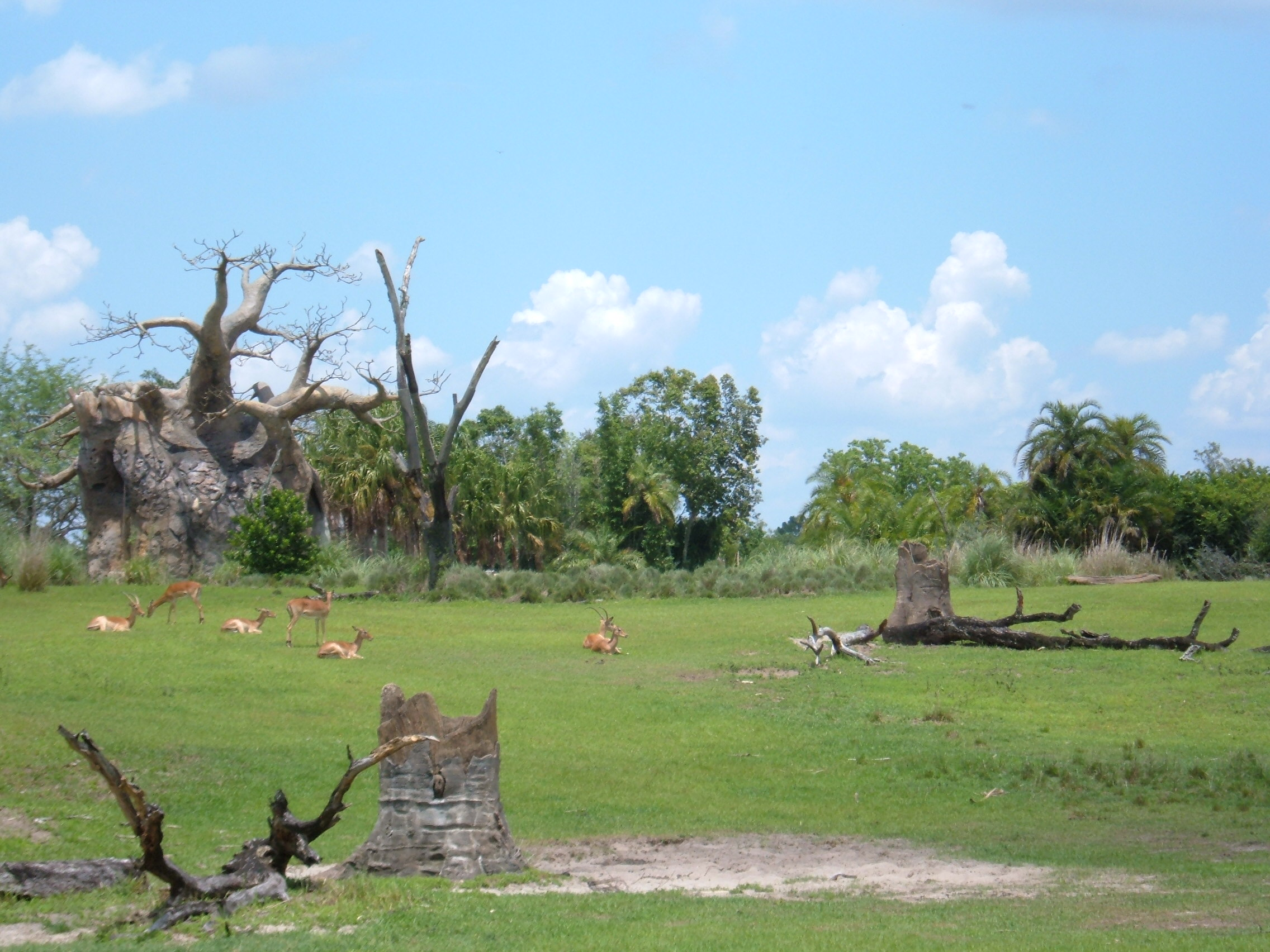
Uitzicht over de savanne van Kilimanjaro Safaris

Kilimanjaro Safaris is een attractie in het attractiepark Disney's Animal Kingdom. Het is een safari-rondrit langs dierenverblijven, die zich afspeelt binnen het concept van het fictieve Harambe Wildlife Reserve.

## Diersoorten
Op het terrein van Kilimanjaro Safaris liggen de verblijven van de volgende diersoorten (op alfabetische volgorde): de addax, de Afrikaanse nimmerzat, de Afrikaanse wilde hond, de algazel, de blauwe gnoe, de bongo, de bontebok, de damagazelle, de elandantilope, de geelrugduiker, de gevlekte hyena, de gewone flamingo, de grantzebra, de grote koedoe, de helmparelhoen, de impala, het jachtluipaard, de kleine pelikaan, het knobbelzwijn, de leeuw, de mandril, de masaigiraffe, de netgiraffe, de nijlgans, het nijlpaard, de nijlkrokodil, de nyala, de pijlstaarteend, de sabelantilope, de savanneolifant, de struisvogel, de waterbok, het watusirund, de witborstaalscholver, de witte neushoorn, de witwangfluiteend, de zadelbekooievaar en de zwarte neushoorn.

Foto's van dieren in Kilimanjaro Safaris
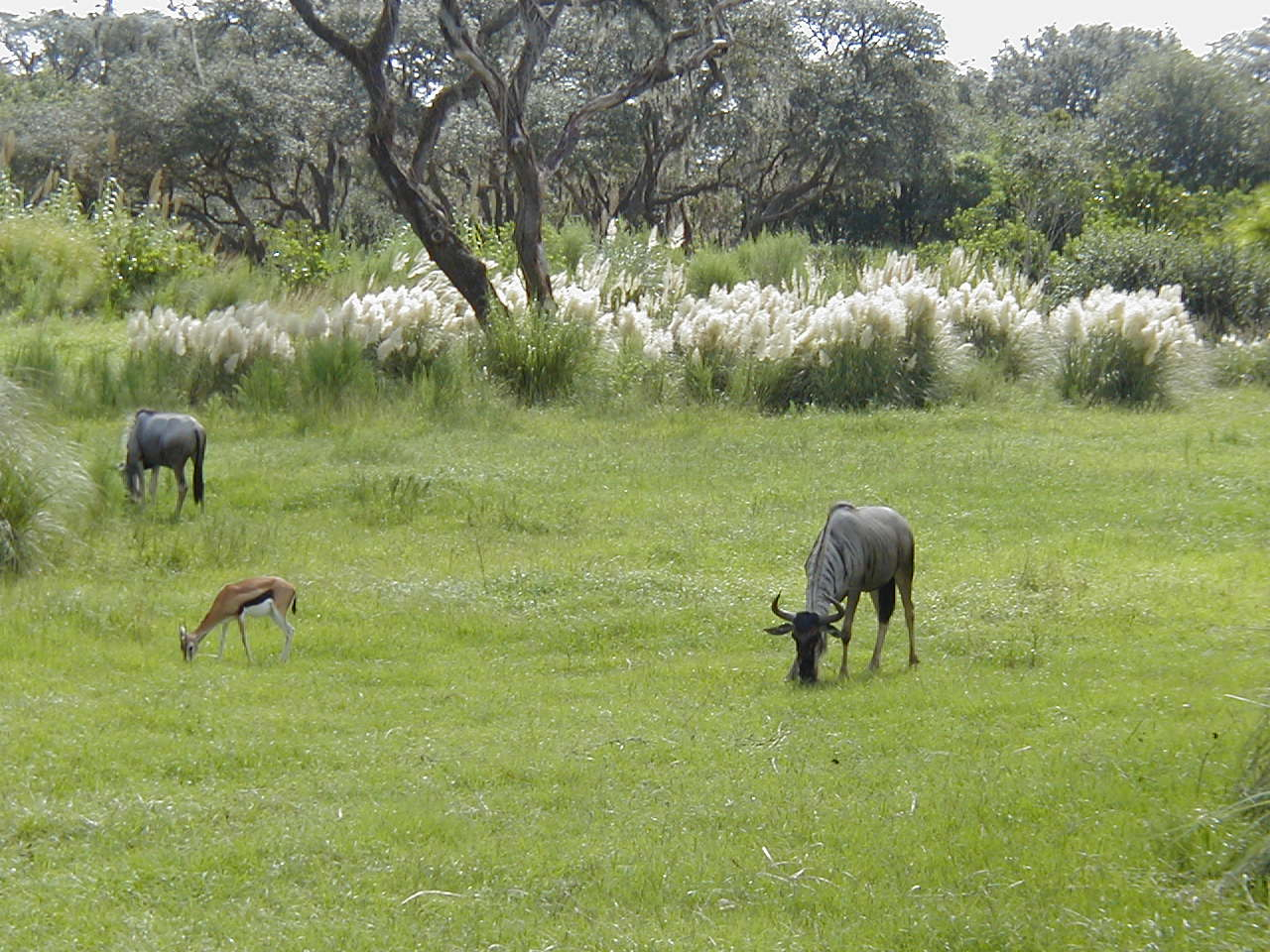
Twee blauwe gnoes en een thomsongazelle
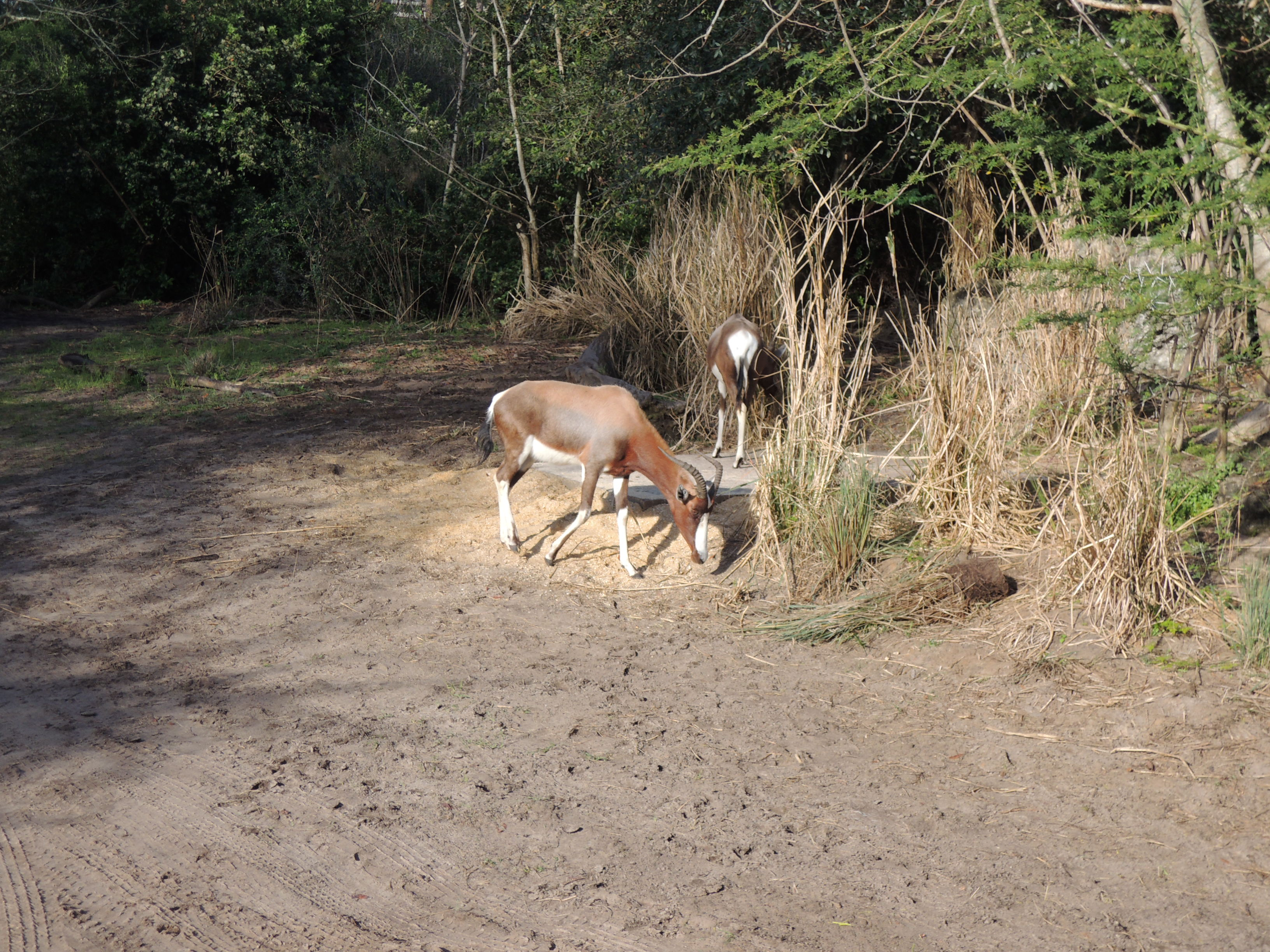
Twee blesbokken
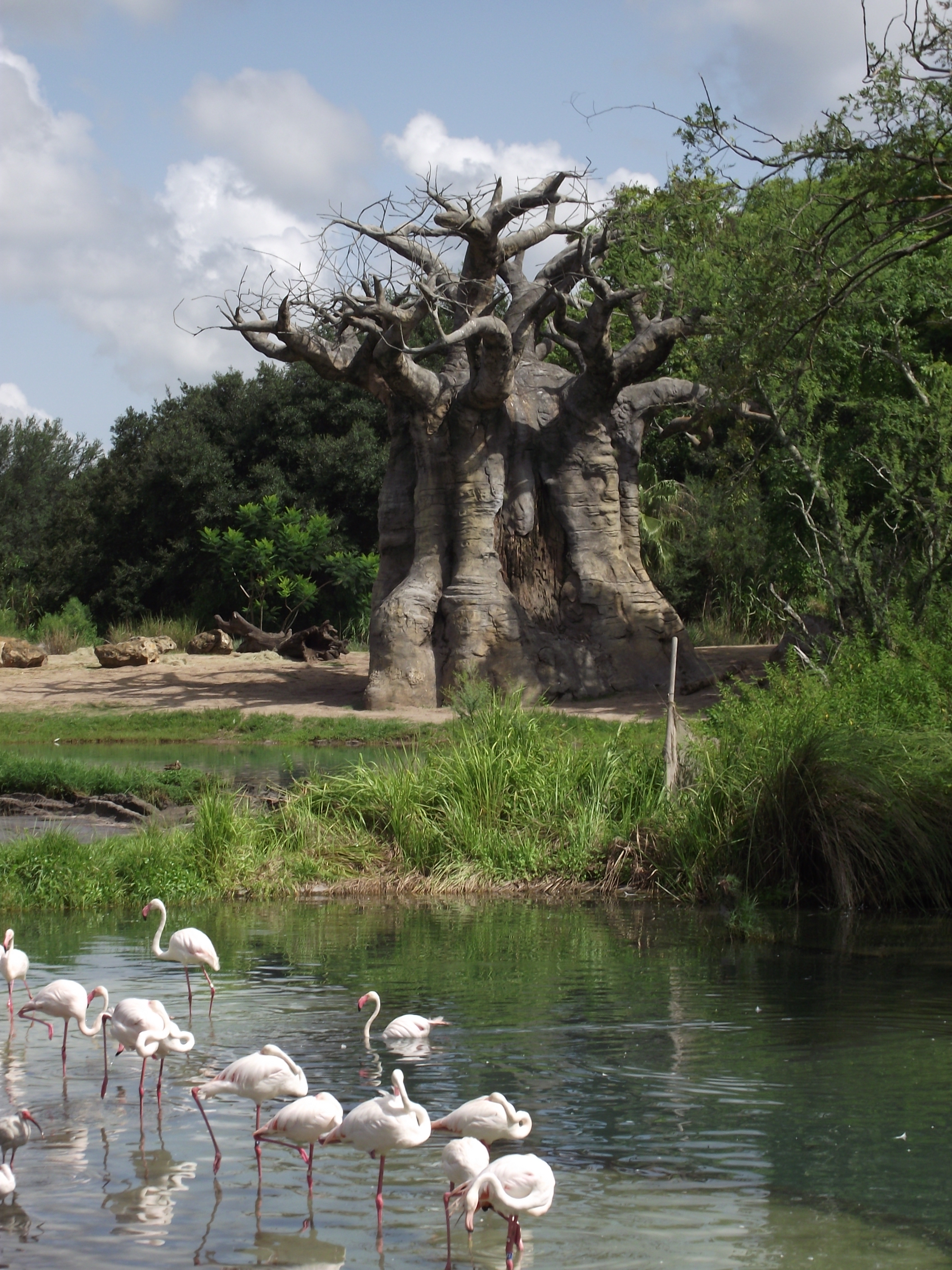
Een kolonie gewone flamingo's
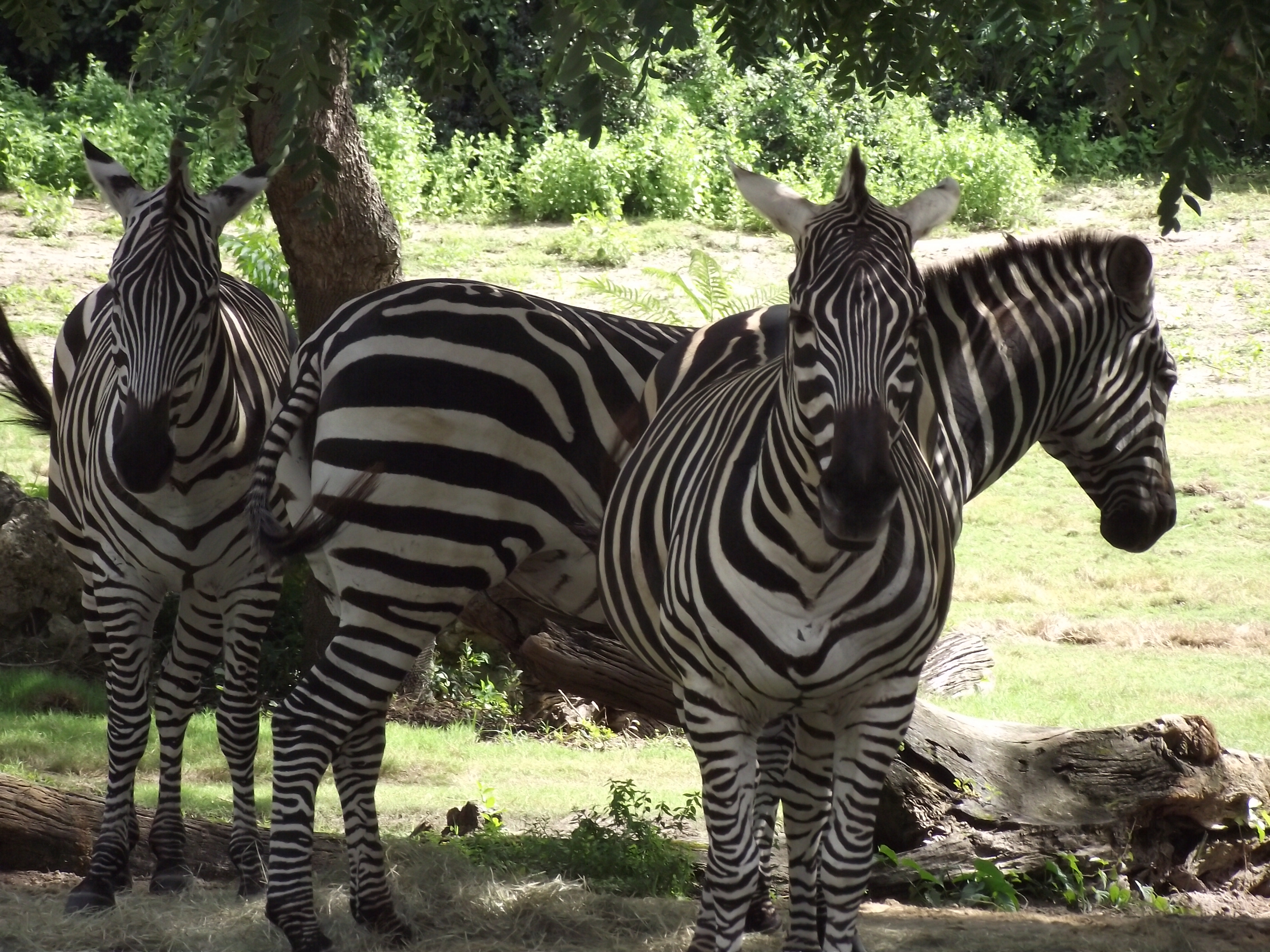
Drie Grantzebra's
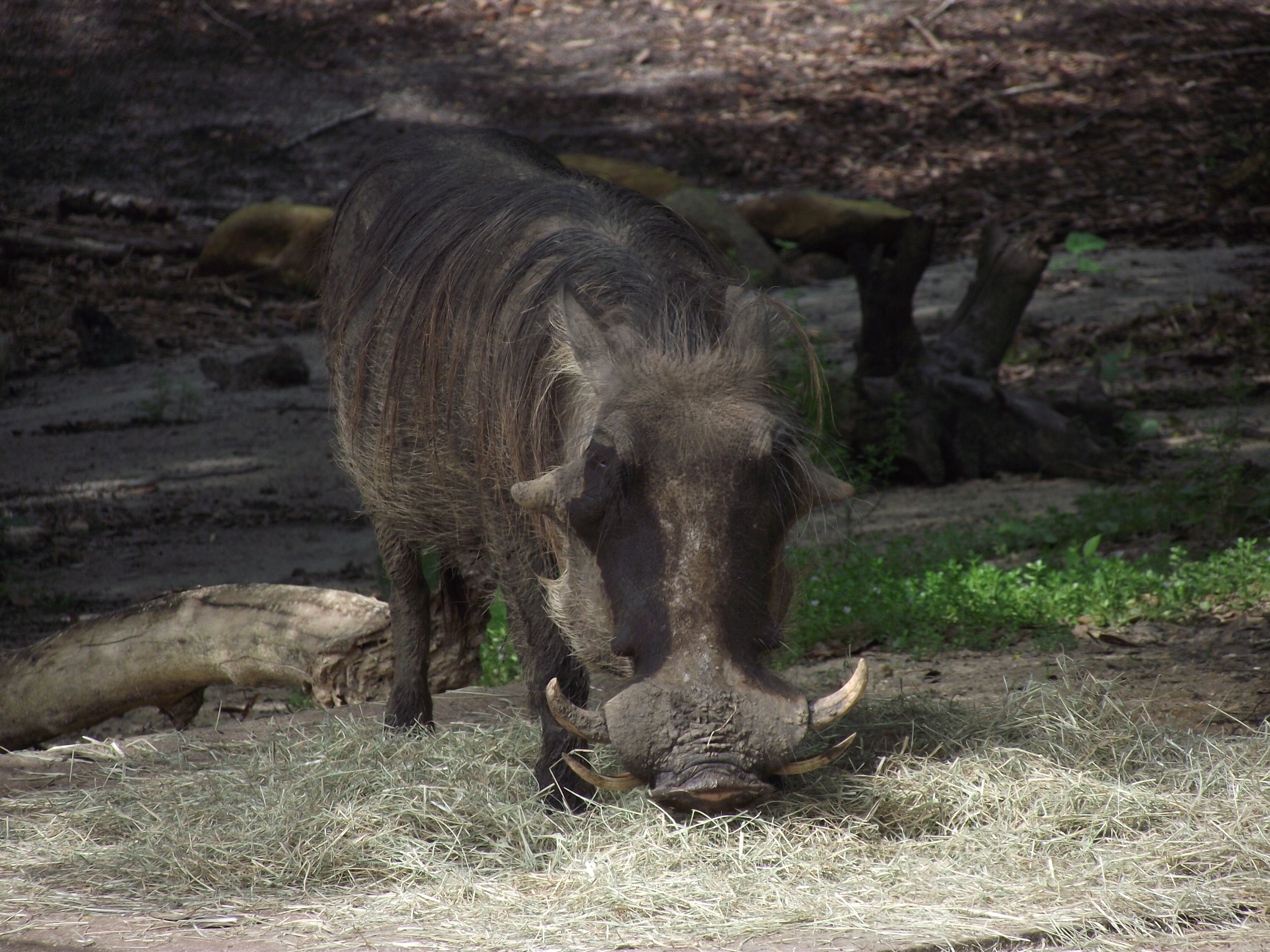
Een knobbelzwijn
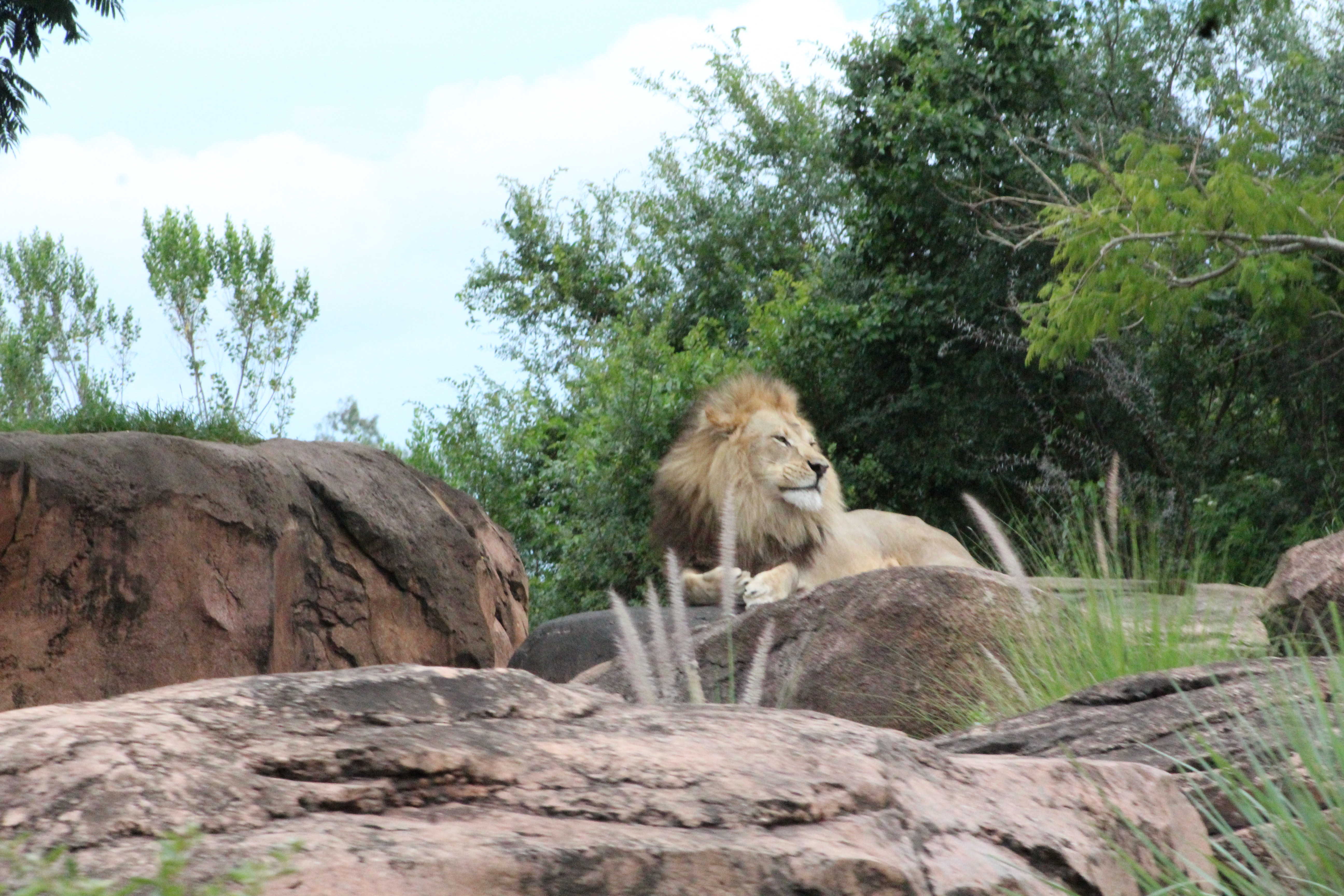
Een leeuw
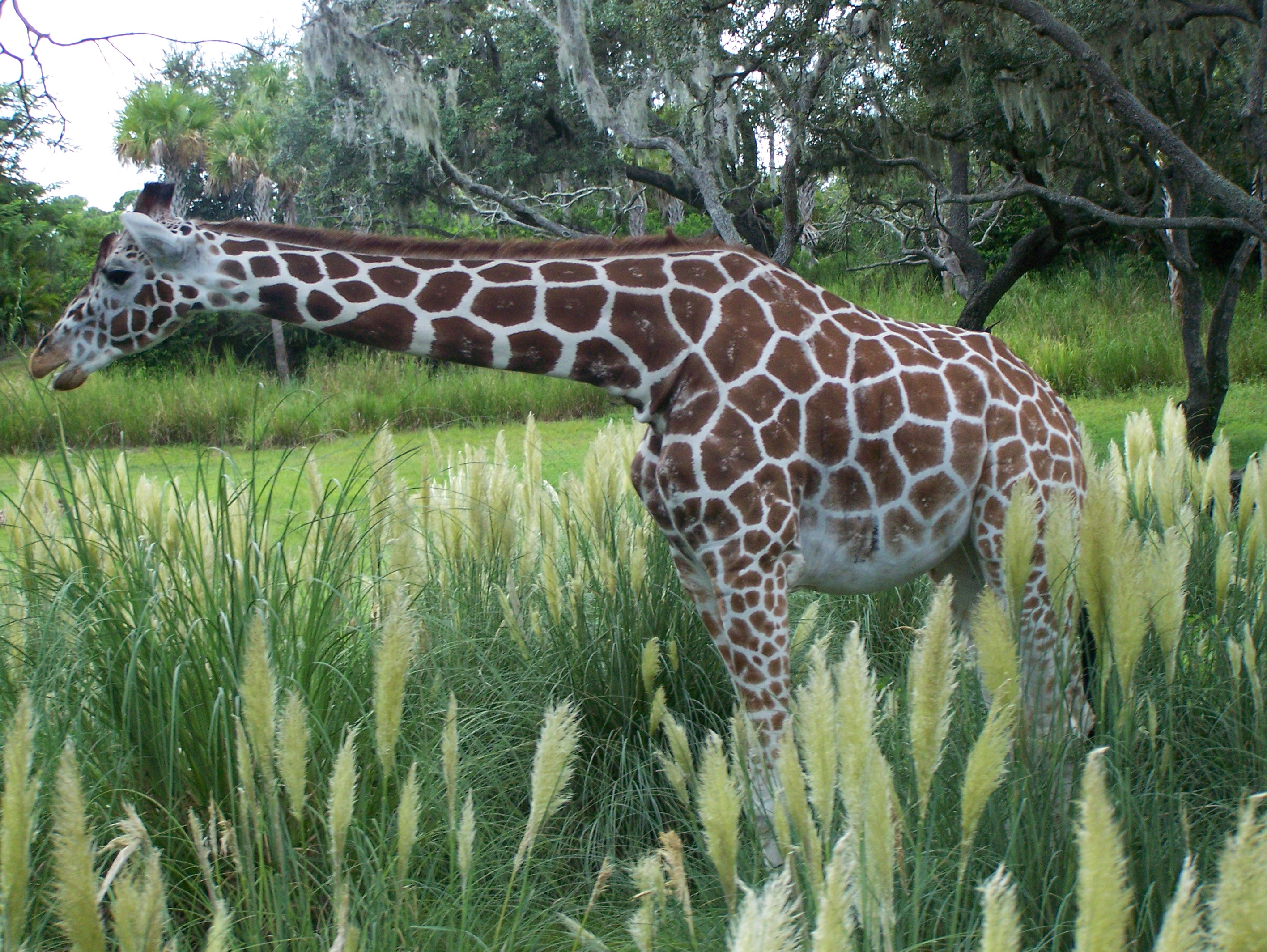
Een netgiraffe
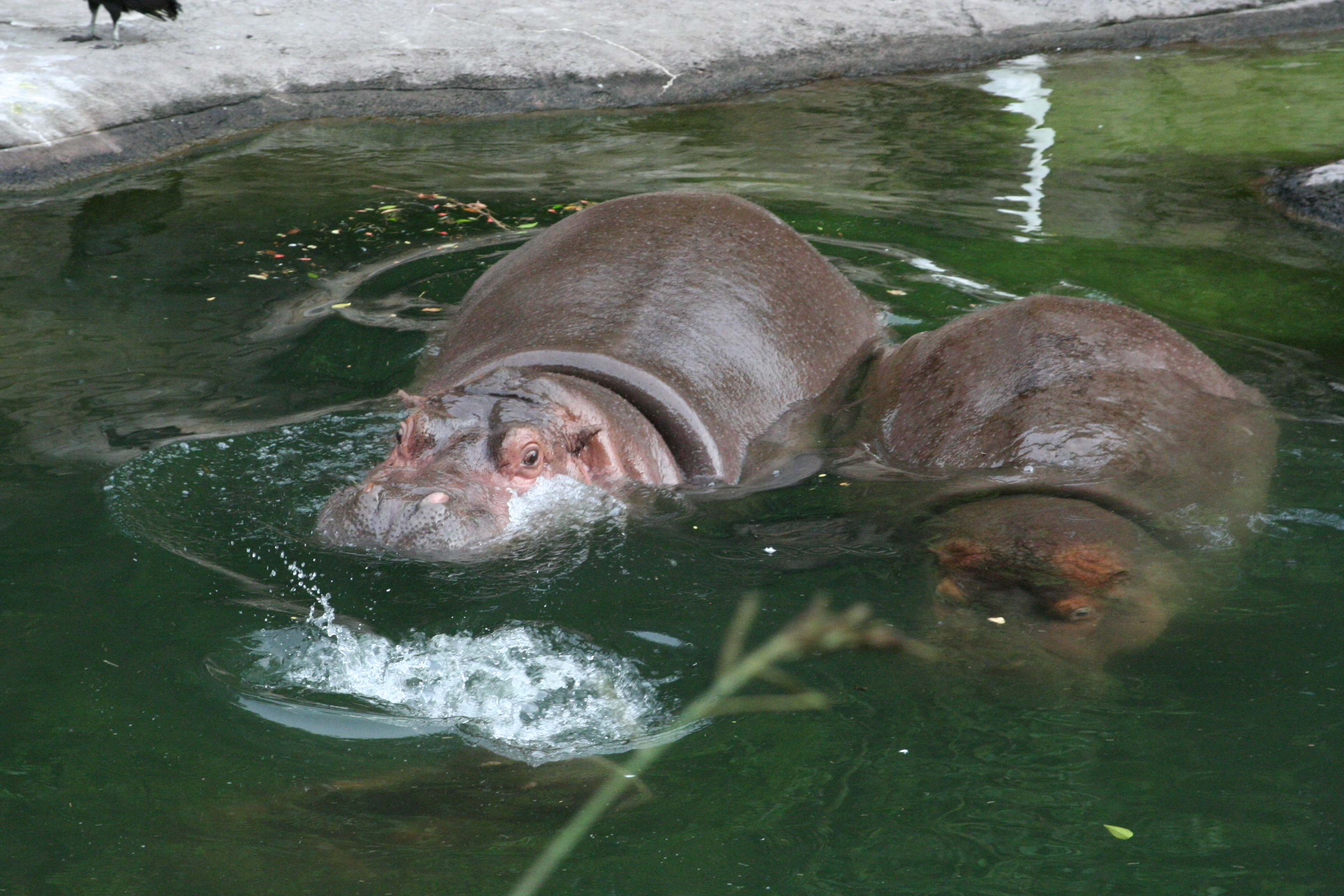
Twee nijlpaarden
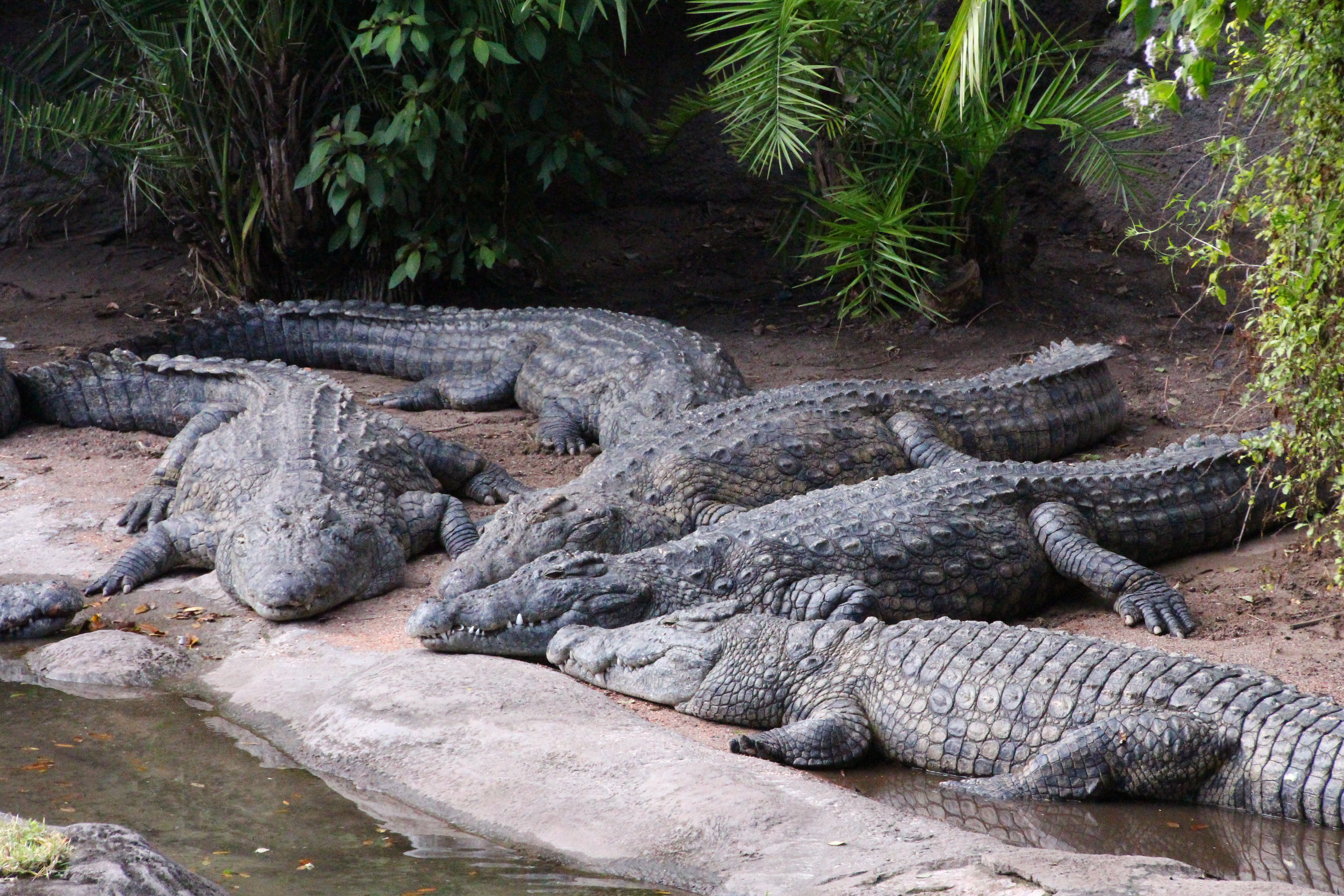
Vijf nijlkrokodillen
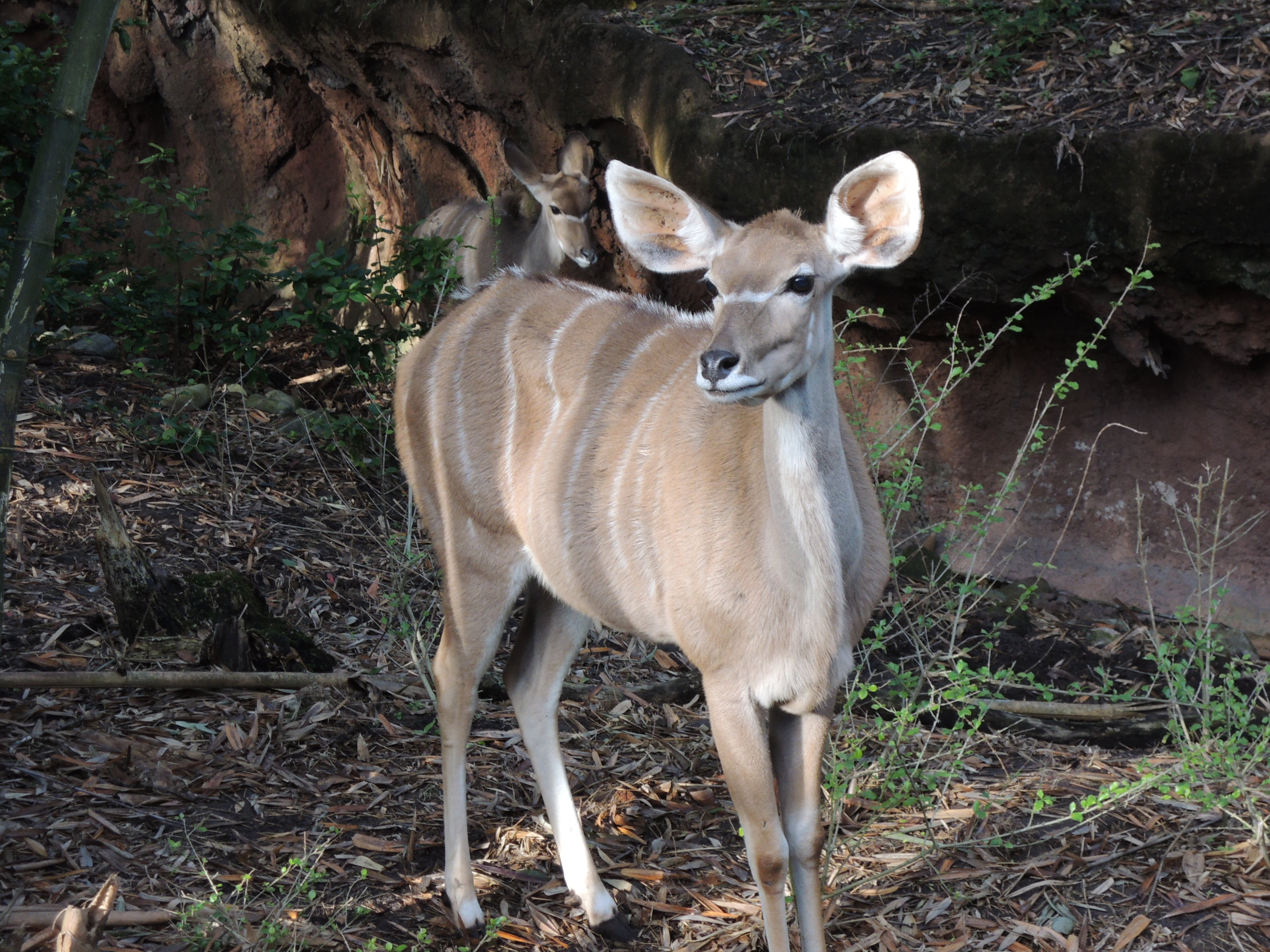
Een nyala
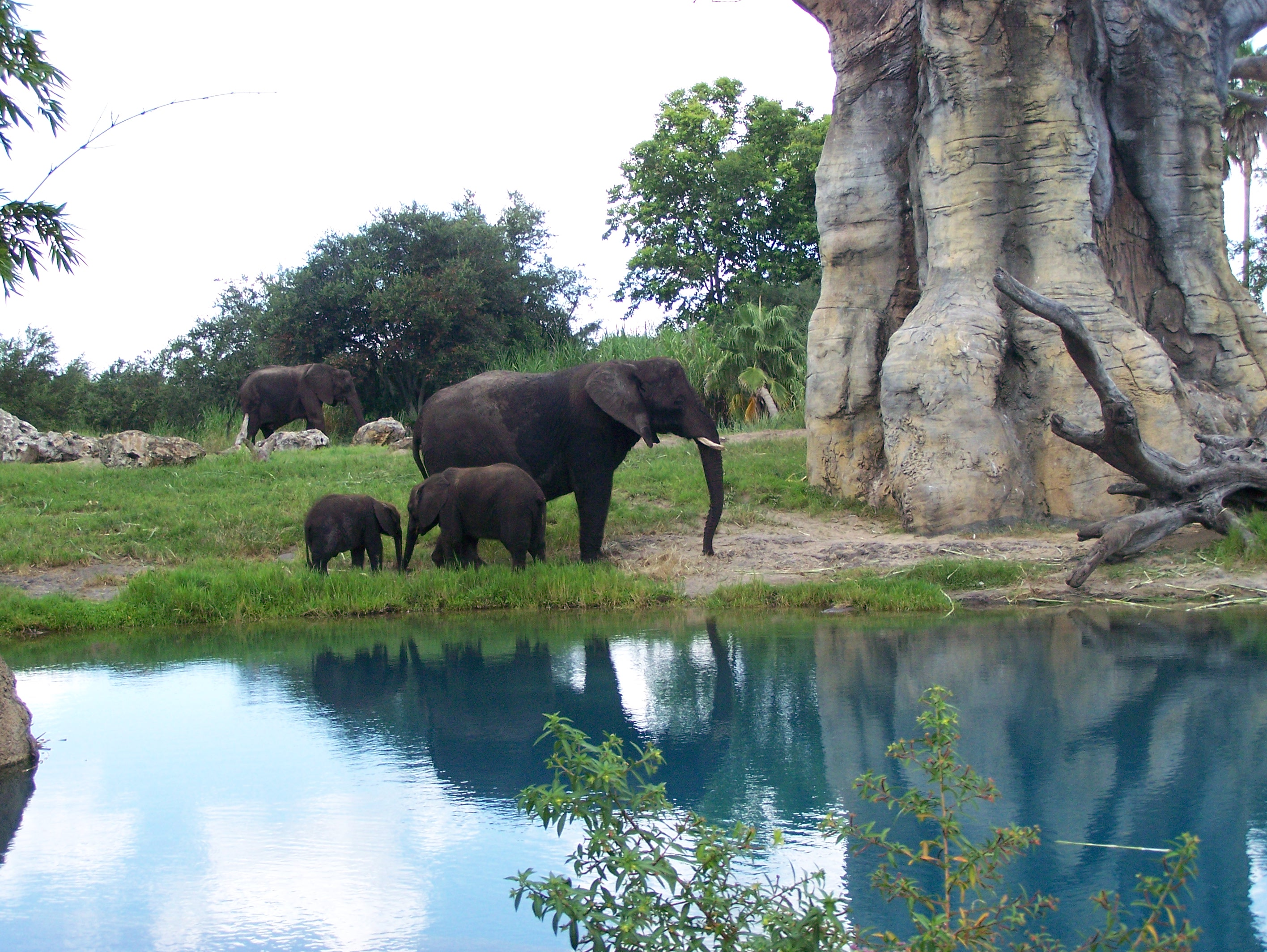
Een savanneolifant met twee jongen
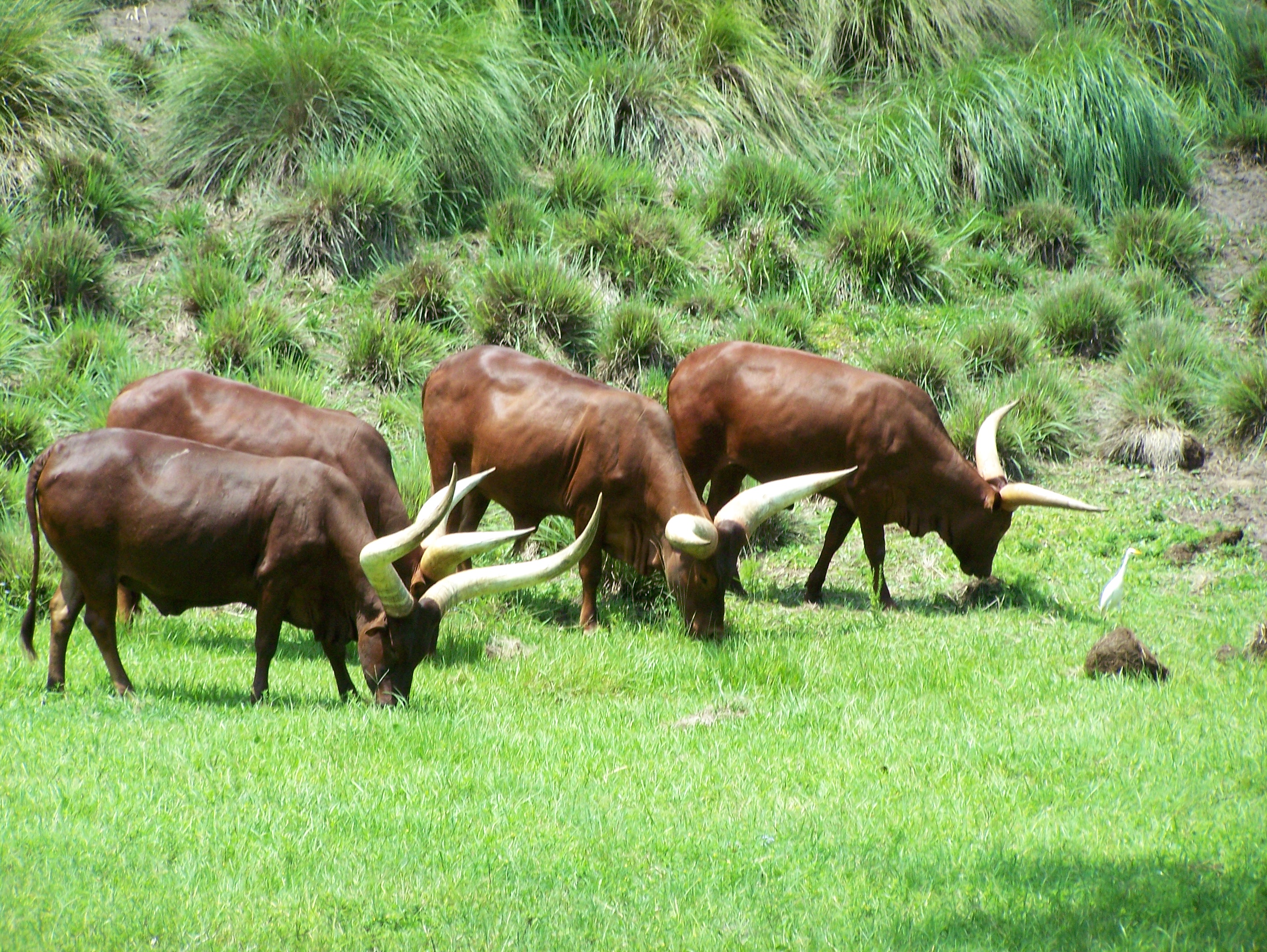
Watusirunderen
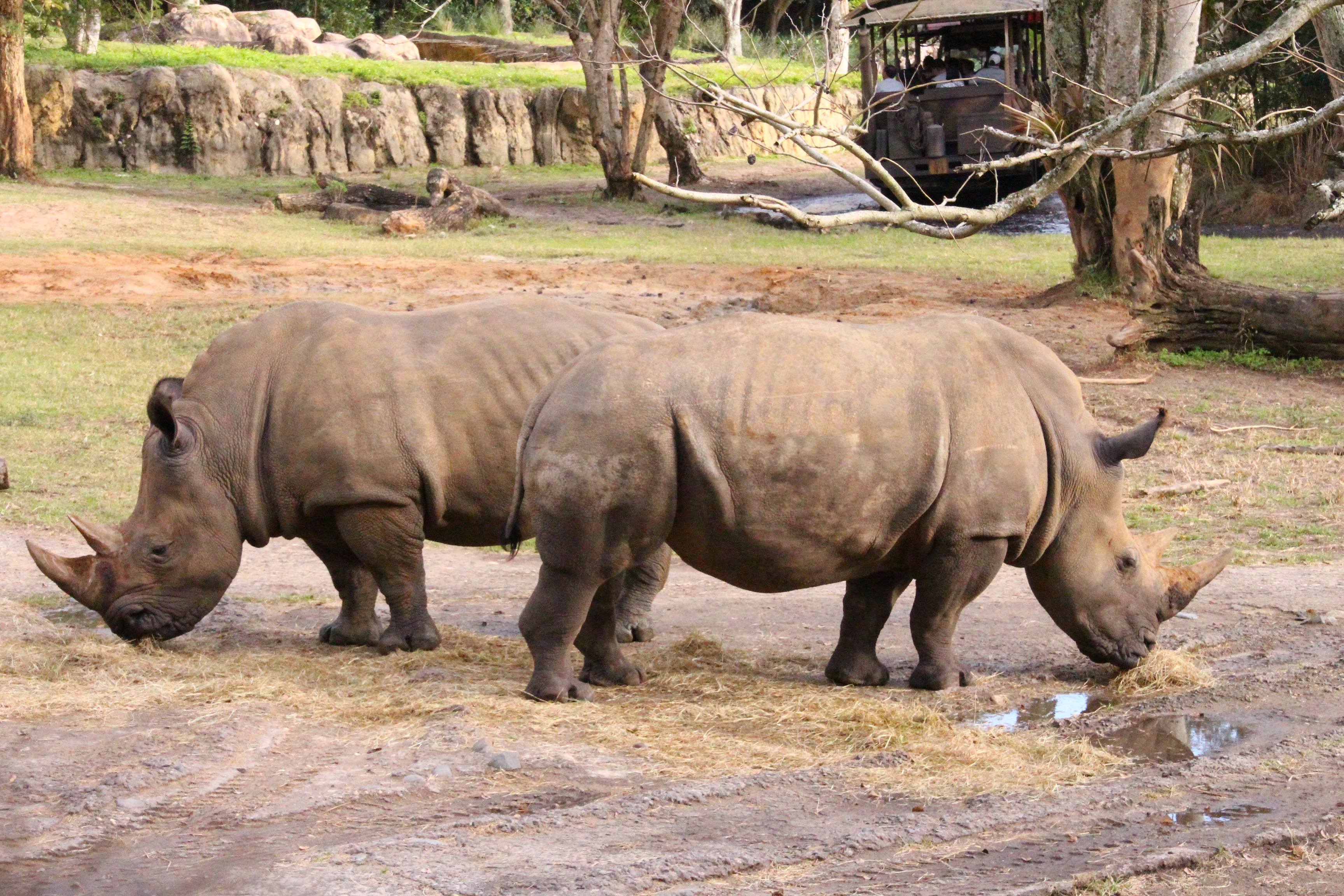
Witte neushoorns

Walt Disney World Resort · Lijst van attracties in Disney's Animal Kingdom · Tree of Life